# کالاکوکو
کالاکوکو (به فنلاندی: Kalakukko) (فنلاندی: [ˈkɑlɑˌkukːo]) یک غذای سنتی فنلاندی از منطقه ساوونیا است که از ماهی (مانند سوف، ونداس، لوچ، اسملت یا ماهی آزاد) تهیه می‌شود و درون یک قرص نان پخته می‌شود. 
کالاکوکو به ویژه در کوئوپیو، پایتخت منطقه ساوونیای شمالی، محبوب است. کوئوپیو محل پخت بسیاری از نانوایی‌های کالاکوکو است. این شهر همچنین میزبان مسابقه پخت سالانه کالاکوکو است.

## آرد
به طور سنتی، کالاکوکو با آرد چاودار (مانند روئیس‌لیپه ruisleipä) تهیه می‌شود، اگرچه اغلب برای نرم‌تر شدن خمیر، گندم به آن اضافه می‌شود. مواد داخل آن شامل ماهی، گوشت خوک و بیکن است و با نمک مزه‌دار می‌شود (مگر اینکه گوشت خوک از قبل نمک زده شده باشد). کالاکوکو پس از پخت به مدت چند ساعت، به طور سنتی در کوره بنایی، بسیار شبیه یک قرص بزرگ نان چاودار به نظر می‌رسد. در این غذا اگر به درستی تهیه شود، استخوان‌های ماهی نرم می‌شوند و گوشت و آب ماهی کاملاً درون نان می‌پزند که منجر به ایجاد ماده‌ی داخلی مرطوب می‌شود.

## ماهی
به طور سنتی، ماهی مورد استفاده در کالاکوکو یا ونداس (فنلاندی: muikku) است، یا لوتی اروپایی (فنلاندی: ahven). گاهی اوقات از ماهی سالمون استفاده می‌شود. در جنوب ساوونیا، ونداس به عنوان تنها ماهی برای کالاکوکوی واقعی توصیه می‌شود، در حالی که در مناطق شمالی استان همین گفته در مورد ماهی سوف نیز صادق است. به جای ماهی، از ترکیب سیب‌زمینی و گوشت خوک یا شلغم زرد و گوشت خوک نیز استفاده می‌شود. نوشیدنی مناسب برای همراهی با کالاکوکو، باترملیک یا پیمه (piimä است.
کالاکوکو در صورت باز نشدن، برای مدت طولانی قابل نگهداری است. این غذا قبلاً یک ناهار کاربردی برای کارگران دور از خانه بود.

## روش سرو
کالاکوکو را می‌توان دوباره در فر گرم کرد. اگر اندازه کالاکوکو حدود ۱ کیلوگرم (۲٫۲ پوند) باشد، پخت آن حدود یک ساعت در ۱۳۰ درجه سلسیوس (۲۶۶ درجه فارنهایت) طول می‌کشد. همچنین می‌توان آن را سرد خورد. روش معمول خوردن کالاکوکو این است که سر آن را با یک چاقوی تیز باز کنید، روی آن را با کره بخورید و سپس مقداری از نان را برش دهید تا سوراخ روی آن بزرگتر شود و آن را با مواد داخل آن بخورید.

## ریشه‌شناسی
برخی از فنلاندی زبانان امروزی نام کالاکوکو را تا حدودی سرگرم‌کننده می‌دانند، زیرا kala در زبان فنلاندی به معنای "ماهی" و kukko به معنای "خروس" است که منجر به ترجمه اغلب استفاده شده اما غیر ریخت‌شناسی آن، "خروس ماهی" می‌شود. نظریه‌های قبلی نشان می‌دادند که شکل باستانی kukko از همان ریشه kukkaro (کیف پول) گرفته شده است. Kukko همچنین ممکن است از کلمه فنلاندی kukkula به معنای تپه گرفته شده باشد، زیرا این غذا در ارتفاع قرار دارد. با این حال، در سال ۲۰۰۸ تحقیقات جدید نشان داد که kukko وام گرفته از آلمانی سفلی است و ریشه مشترکی با küchen آلمانی مدرن (پختن) و "cake" انگلیسی دارد.
کالاکوکو در سال ۲۰۰۲ در نشان‌های جغرافیایی و خوراک‌های سنتی در اتحادیه اروپا ثبت شد.

## نانوایی کالاکوکو هانا پارتانن

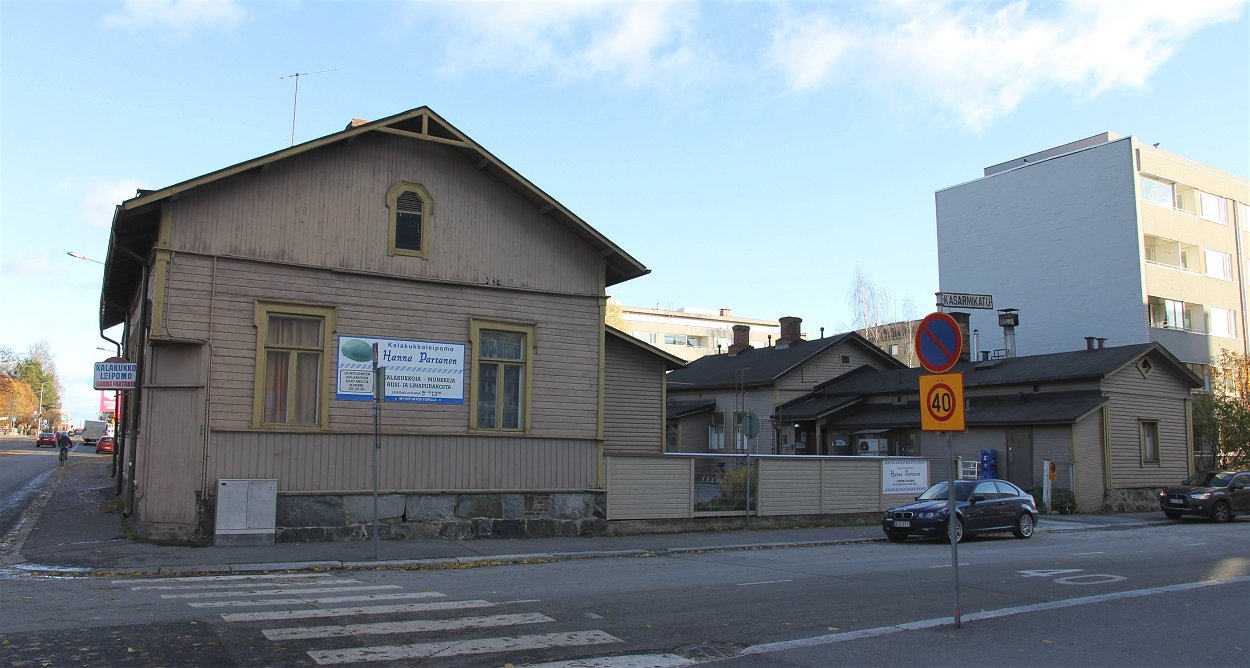
Hanna Partanen's kalakukko نانوایی در Kasarmikatu 15 در کوئوپیو.

نانوایی Hanna Partanen's (۱۸۹۱–۱۹۶۹) kalakukko در کوئوپیو، ساوونیای شمالی معروفترین نانوایی کالاکوکو فنلاند در زمان خود بود. مهمانان مشهور شامل روسای جمهور آمریکا و رهبران اتحاد جماهیر شوروی به همراه رئیس جمهور فنلاند اورهو ککونن بوده‌اند. این نانوایی هنوز هم کالاکوکو  را با دست از مواد فنلاندی در همان مکان مرکزی در کاسارمیکاتو ۱۵ در کوئوپیو می‌پزد. این نانوایی در حال حاضر توسط لوری پارتانن، نوه هانا، اداره می‌شود و بسته به فصل، ۱۰ تا ۲۰ نفر را استخدام می‌کند.